# Ottar Wicklund
Ottar Wicklund, född 3 juli 1911 i Kviteseid i Telemark fylke, död 13 mars 1978, var en norsk skådespelare, bror till Kåre Wicklund.
Wicklund teaterdebuterade 1932 på Det Norske Teatret. I tre säsonger på Den Nationale Scene 1934–1937 utmärkte han sig i Hans Jacob Nilsens berömda uppsättningar av Nordahl Griegs Vår ære og vår makt och Pär Lagerkvists Bödeln. Han hade också känsla för poetiska roller, och visade sig som en stor människokännare i roller som Ulrik Brendel och Ejlert Løvborg hos Henrik Ibsen.
Hans filmdebut kom 1934 i Sangen om Rondane, och han var senare ofta med i norsk film, bland annat i Nödlandning (1952) och Nio liv (1957).

## Filmografi (urval)
- 1934 – Sangen om Rondane
- 1936 – Norge for folket
- 1938 – Eli Sjursdotter
- 1941 – Gullfjellet
- 1951 – Dei svarte hestane
- 1952 – Nödlandning
- 1952 – Andrine og Kjell
- 1953 – Skøytekongen
- 1953 – Selkvinnen
- 1954 – Cirkus Fandango
- 1955 – Trost i taklampa
- 1957 – Nio liv
- 1958 – Høysommer
- 1960 – Det store varpet